# Aditjawarman
Aditjawarman (ur. 1294 zap. w Trowulanie, zm. 1375 w Batusangkarze) – założyciel i pierwszy władca sumatrzańskiego królestwa Pagarujungu. Dowódca wojskowy imperium Majapahit.

## Życiorys
Urodził się w 1294, prawdopodobnie w Trowulanie. Był synem Adwajarmana i Dary Jinggi, malajskiej księżniczki. Był kuzynem Dżajanegary i Tribhuwany Widżajatunggadewi, władców Majapahitu. Był dowódcą Tribhuwany Widżajatunggadewi, dla której wraz z Gajah Madą podbił znaczną część Indonezji. W 1347 roku na zachodniej Sumatrze utworzył Pagarujung, które istniało do 1833 roku. Jego królestwo zamieszkiwali głównie Minangkabauńczycy. Swoim państwem rządził do 1375 roku, gdy zmarł i tron przejął jego syn Adwajarman.